# Órbita ferradura

Representação da órbita do asteroide (419624) 2010 SO16
Sol·
Terra·
(419624) 2010 SO16

Simulação de computador mostrando a órbita ferradura de 3753 Cruithne próximo à Terra.

Uma órbita ferradura ocorre quando um observador em um corpo em órbita (tal como a Terra) observa o movimento de outro corpo em movimento, cuja órbita é mais excêntrica (mais "fina"), mas possui aproximadamente o mesmo período. Como resultado, o trajeto percorrido pelo corpo sendo observado aparenta ser de um grão de feijão.
O trajeto não é fechado, mas move-se para frente ou para trás cada vez, sendo que o ponto pelo qual o objeto circula aparenta mover suavemente ao longo da órbita da Terra em um longo período de tempo. Quando o objeto sendo observado aproxima-se da Terra, sua direção aparente muda. Ao longo de um ciclo inteiro, o centro desenha o formato de uma ferradura, razão pelo qual possui o nome.
Vários asteroides, tais como 3753 Cruithne, 54509 YORP, (85770) 1998 UP1, 2002 AA29, e 2003 YN107, são corpos cujas órbitas aparentam ter o formato de ferradura. Os satélites de Saturno Epimeteu e Jano possuem órbitas ferraduras em respeito uma com as outras.
As órbitas girino ocorrem quando o objeto em órbita ferradura passam além dos pontos L4 e L5 do corpo de referência. À medida que o corpo se move mais próximo ou além do objeto observante, a gravidade deste faz com que o outro corpo acelere ou desacelere, causando uma mudança na sua órbita conhecida como libração.